# Daigunder
Daigunder (爆闘宣言ダイガンダー?, Bakutō Sengen Daigandā) è una serie anime prodotta da Aeon Inc. e da Nippon Animation nel 2002 con la regia di Hiroyuki Yano e trasmessa sul network televisivo giapponese TV Tokyo da aprile a dicembre 2002.

## Colonna sonora
Sigla iniziale giapponese
Bakuto Sengen Daigunder di Masaaki Endou
Sigla finale giapponese
We Are the Heroes di Kitadani Hiroshi

## Episodi
| Nº | Giapponese 「Kanji」 - Rōmaji                                                              | In onda           | In onda |
| Nº | Giapponese 「Kanji」 - Rōmaji                                                              | Giapponese        |         |
| 1  | 「初陣宣言! 燃える竜騎士登場!!」 - Uijin sengen! Moeru ryū kishi tōjō!!                    | 5 aprile 2002     |         |
| 2  | 「合体宣言! 天下無敵の爆闘王!!」 - Gattai sengen! Tenka muteki no baku tūū!!               | 12 aprile 2002    |         |
| 3  | 「宿敵宣言! 謎の狙撃手ギンザン!!」 - Shukuteki sengen! Nazo no sunaipā ginzan!!            | 19 aprile 2002    |         |
| 4  | 「命名宣言! 格闘王ダイガライオン!!」 - Meimei sengen! Kakutō-ō daigaraion!!                | 26 aprile 2002    |         |
| 5  | 「捜索宣言! 消えたダイガンダー!!」 - Sōsaku sengen! Kieta daigandā!!                       | 3 maggio 2002     |         |
| 6  | 「守護宣言! 恐竜軍団出現!!」 - Shugo sengen! Kyōryū gundan shutsugen!!                     | 10 maggio 2002    |         |
| 7  | 「対抗宣言! 奇跡のメガベックス!」 - Taikō sengen! Kiseki no megabekkusu!                   | 17 maggio 2002    |         |
| 8  | 「不屈宣言! 孤高のボーンレックス!!」 - Fukutsu sengen! Kokō no bōnrekkusu!!                | 24 maggio 2002    |         |
| 9  | 「成長宣言! コマンダーの条件!!」 - Seichō sengen! Komandā no jōken!!                       | 31 maggio 2002    |         |
| 10 | 「災難宣言! 幽霊洞窟の怪!!」 - Sainan sengen! Yūrei dōkutsu no kai!!                       | 7 giugno 2002     |         |
| 11 | 「流行宣言! これがバトロボ最新モード!!」 - Ryūkōsengen! Kore ga batorobo saishin mōdo!!    | 14 giugno 2002    |         |
| 12 | 「無双宣言! 剣闘王ダイガレックス見参!!」 - Musō sengen! Ken tōō daigarekkusu kenzan!!      | 21 giugno 2002    |         |
| 13 | 「覆面宣言! バトロボXは誰だ!?」 - Fukumen sengen! Batorobo X wa dareda!?                   | 28 giugno 2002    |         |
| 14 | 「暗躍宣言! 盗賊忍法帳!!」 - An'yaku sengen! Tōzoku ninpō-chō!!                            | 5 luglio 2002     |         |
| 15 | 「仰天宣言! ドリモーグが飛んだ日!!」 - Gyōten sengen! Dorimōgu ga tonda hi!!               | 12 luglio 2002    |         |
| 16 | 「救出宣言! 捕らわれた王様を救え!!」 - Kyūshutsu sengen! Torawareta ōsama o sukue!!        | 19 luglio 2002    |         |
| 17 | 「熱愛宣言! 恋のオーロラ物語!!」 - Netsuai sengen! Koi no ōrora monogatari!!               | 26 luglio 2002    |         |
| 18 | 「発明宣言! 僕は天才メカニシャン!!」 - Hatsumei sengen! Boku wa tensai mekanishan!!        | 2 agosto 2002     |         |
| 19 | 「偽者宣言! 燃えろサボット!!」 - Nisemono sengen! Moero sabotto!!                          | 9 agosto 2002     |         |
| 20 | 「特訓宣言! 嵐を呼ぶ決勝戦!!」 - Tokkun sengen! Arashi o yobu kesshōsen!!                  | 16 agosto 2002    |         |
| 21 | 「自立宣言! コマンダ－への道!!」 - Jiritsu sengen! Komanda - e no michi!!                  | 23 agosto 2002    |         |
| 22 | 「忘却宣言! 失われた記憶!!」 - Bōkyaku sengen! Ushinawareta kioku!!                        | 30 agosto 2002    |         |
| 23 | 「伝説宣言! 暗黒獣ドラゴバースト誕生!!」 - Densetsu sengen! Ankoku-jū doragobāsuto tanjō!! | 6 settembre 2002  |         |
| 24 | 「離脱宣言! また会う日まで!!」 - Ridatsu sengen! Mataauhimade!!                            | 13 settembre 2002 |         |
| 25 | 「発覚宣言! ビッグバンの正体!!」 - Hakkaku sengen! Bigguban no shōtai!!                    | 20 settembre 2002 |         |
| 26 | 「真相宣言! 大宇宙の大決闘!!」 - Shinsō sengen! Dai uchū no dai kettō!!                    | 27 settembre 2002 |         |
| 27 | 「挑戦宣言! 新しい仲間たち!!」 - Chōsen sengen! Atarashī nakama-tachi!!                    | 4 ottobre 2002    |         |
| 28 | 「転職宣言! ハルカは一流マネージャー!!」 - Tenshoku sengen! Haruka wa ichiryū manējā!!     | 11 ottobre 2002   |         |
| 29 | 「根性宣言! 鬼コマンダーの絆!!」 - Konjō sengen! Oni komandā no kizuna!!                   | 18 ottobre 2002   |         |
| 30 | 「憶宣言! ブライオン対ダイガンダー!!」 - Oku Sengen! Bura iontsui daigandā!!               | 25 ottobre 2002   |         |
| 31 | 「開眼宣言! ボーンレックス修行中!!」 - Kaigan sengen! Bōnrekkusu shugyō-chū!!              | 1º novembre 2002  |         |
| 32 | 「決着宣言! ギンザン対ダイガンダー!!」 - Ketchaku sengen! Ginzan tai daigandā!!            | 8 novembre 2002   |         |
| 33 | 「大名宣言! 機動捕物帳!!」 - Daimyō sengen! Kidō torimono-chō!!                            | 15 novembre 2002  |         |
| 34 | 「策略宣言! ダイガンダー強奪計画!!」 - Sakuryaku sengen! Daigandā gōdatsu keikaku!!        | 22 novembre 2002  |         |
| 35 | 「対決宣言! ビッグバン対ドラゴバースト!!」 - Taiketsu sengen! Bigguban tai doragobāsuto!!  | 29 novembre 2002  |         |
| 36 | 「発掘宣言! 伝説のタイタンクラウザー!!」 - Hakkutsu sengen! Densetsu no taitankurauzā!!    | 6 dicembre 2002   |         |
| 37 | 「突撃宣言! 暗黒獣の秘密要塞!!」 - Totsugeki sengen! Ankoku-jū no himitsu yōsai!!          | 13 dicembre 2002  |         |
| 38 | 「爆発宣言! ダイランド最後の日!!」 - Bakuhatsu sengen! Dairando saigo no hi!!              | 20 dicembre 2002  |         |
| 39 | 「未来宣言! 無敵のクラスターパワー!!」 - Mirai sengen! Muteki no kurasutāpawā!!            | 27 dicembre 2002  |         |